# 日本海エル・エヌ・ジー
日本海エル・エヌ・ジー株式会社（にほんかいエル・エヌ・ジー、英: Nihonkai LNG Co., Ltd.）は、新潟県北蒲原郡聖籠町において液化天然ガス（LNG）受入基地を経営する企業である。東北電力の連結子会社であるが、日本政策投資銀行と新潟県を主要株主とする第3セクターでもある。同社のLNGは、東北電力の発電用燃料のほか、新潟県および東北地方各地の都市ガスとして利用されている。

## 概要
1978年8月、新潟県、北海道東北開発公庫（現・日本政策投資銀行）および東北電力などの一般企業が出資した第三セクターとして設立。主にLNGの購入や受入、気化、販売、配送を担う。日本海側のLNG基地としては初のLNG基地である。
運転開始当初は東京電力と東北電力の共同プロジェクトとして、インドネシアからLNGを輸入。東北電力は270万t/年の天然ガスを輸入し、うち240万t/年をLNG専燃のコンバインドサイクル火力である東新潟火力発電所3号機を新設するとともに、既存の発電所4基で石油などと混燃。残り30万t/年は北陸瓦斯などの地元企業に販売する計画だった。

## 沿革
- 1978年（昭和53年）8月 - 日本海エル・エヌ・ジー株式会社設立（本店：新潟市）
- 1982年（昭和57年）7月 - 本店を新潟市から聖籠町に移転
- 1996年（平成8年）4月 - 新潟～仙台パイプライン（石油資源開発株式会社敷設）による天然ガス供給開始
- 2004年（平成16年）10月 - 北陸瓦斯株式会社東港工場へ導管による天然ガス供給開始